# می‌سازمت
«می‌سازمت» (به انگلیسی: Fix You) نام آهنگی از گروه کلدپلی در سبک آلترناتیو راک از آلبوم ایکس‌وایگرگ است. همهٰ اعضای گروه در نوشتن این آهنگ مشارکت داشته‌اند. این آهنگ هر چند در زمان فروش استقبال نشد ام در حال حاضر جزء محبوب‌ترین آهنگ‌های این گروه به حساب می آید.